# Chaetomium dreyfussii
Chaetomium dreyfussii är en svampart som beskrevs av Arx 1986. Chaetomium dreyfussii ingår i släktet Chaetomium och familjen Chaetomiaceae.   Inga underarter finns listade i Catalogue of Life.